# Klew
Klew – wieś w Polsce położona w województwie łódzkim, w powiecie opoczyńskim, w gminie Żarnów.
W latach 1975–1998 miejscowość administracyjnie należała do województwa piotrkowskiego.
W 1784 r. miejscowość administracyjnie należała do powiatu opoczyńskiego w województwie sandomierskim i była własnością subdeledata Brzeskiego. Prawdopodobnie chodzi o Ignacego Brzeskiego herbu Oksza, subdelegata grodzkiego nowokorczyńskiego.
W okolicy miejscowości znajduje się wzniesienie o nazwie Diabla Góra.
Wierni Kościoła rzymskokatolickiego należą do parafii św. Łukasza w Skórkowicach.